# Katholikon

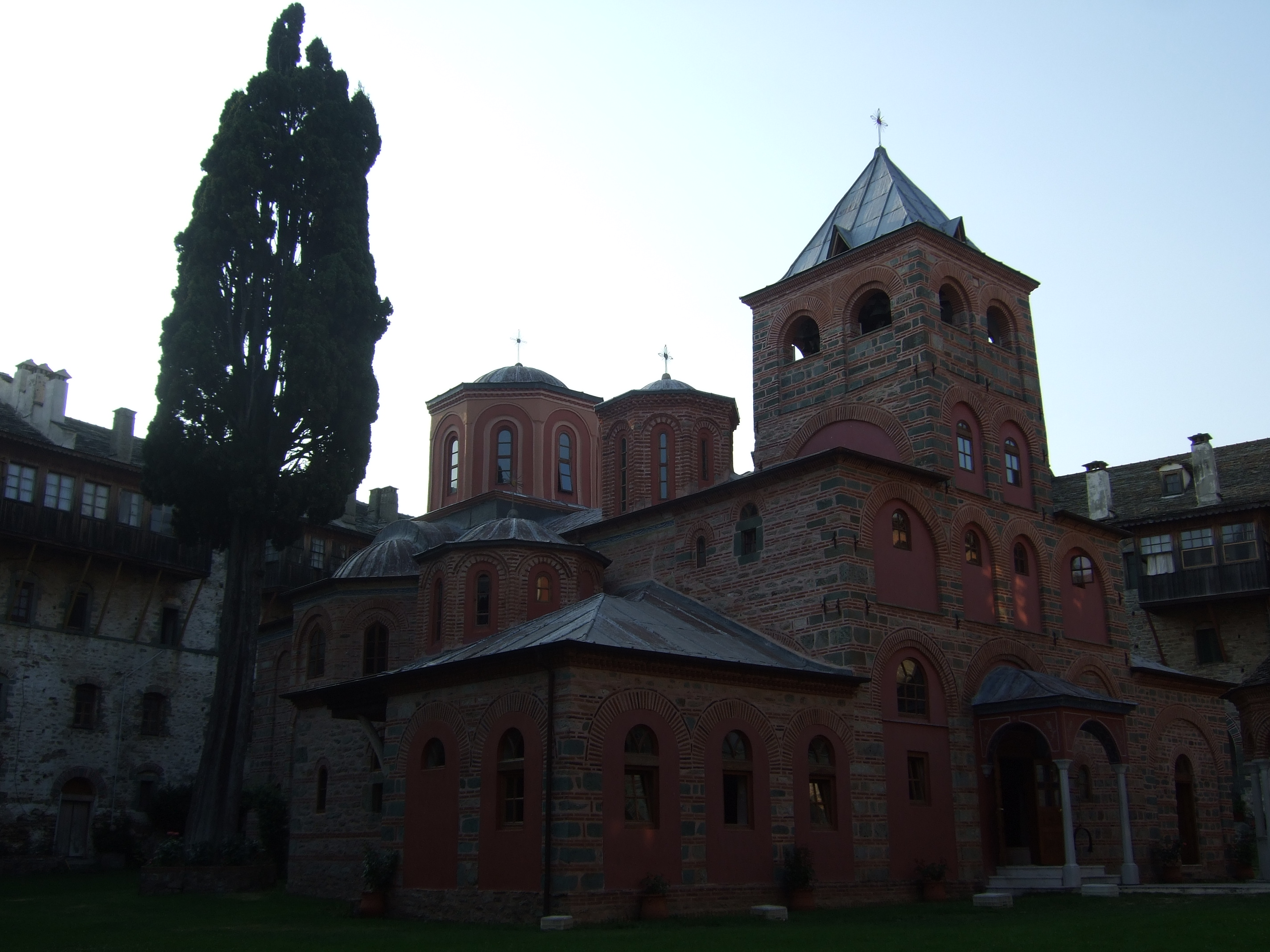
Katholikon del Monestir Filotheou, al Mont Atos.

Katholikon o catholicon (grec: καθολικόν; eslau eclesiàstic: съборъ, sobor), a l'Església Ortodoxa Oriental, es pot referir a un d'aquests tres conceptes:
- La catedral d'una diòcesi;
- L'església principal d'un monestir o diòcesi;
- Una gran església d'una ciutat on tots els fidels de la ciutat es reuneixen per celebrar determinades festes importants en lloc d'anar a la seva església parroquial local.[1]

El nom deriva del fet de ser usualment el temple més gran on es congreguen per a celebrar els principals dies festius de l'any litúrgic. En altres ocasions s'utilitzarien temples o capelles més petites. Aquest terme no sol emprar-se per les fonts romanes d'Orient, ja que en el seu lloc empraven la denominació de naos o, simplement, ekklesia.
A Rússia és freqüent que un katholikon tingui una església més petita al soterrani, que pot ser més fàcilment escalfada durant l'hivern. Un katholikon pot tenir característiques arquitectòniques especials com una càtedra (kathedra o tron episcopal) o un esonàrtex (nàrtex interior) i un exonàrtex (nàrtex extern), usats per a serveis especials com els de la Setmana Santa o la Vigília Pascual.
La litúrgia solament podia tenir lloc una vegada al dia en una església. Per aquesta raó, els monestirs posseïen freqüentment diverses petites esglésies secundàries i capelles a més del mateix katholikon, generalment situat al centre del complex monàstic. Teòfanes de Creta a Meteora, el 1527, decorà el katholikon de monestir de Sant Nicolau Anapafsas.
La paraula katholikon sovint es tradueix a les llengües occidentals com a catedral més que com a assemblea i això pot causar confusió. A la catedral de Sant Isaac a Sant Petersburg, Rússia, per exemple, hi ha un cartell en rus i en anglès que descriu l'edifici com a кафедральный собор, convertit en anglès com a «catedral de la catedral». No obstant això, una diòcesi ortodoxa oriental pot tenir diversos katholikons, només un dels quals és la catedral del bisbe, i les altres esglésies importants també són conegudes com a katholicons. El rector d'aquestes esglésies sol ser un arxiprest.